# 鐘路
鐘路（：／ Jongno */?），韓國首都首爾特別市鐘路區的主要街道，長2.9公里，東西走向。西起光化门，東至东大门市场。因普信閣（鐘閣）而得名。
有2个行政洞以钟路命名：鐘路1.2.3.4街洞和鐘路5.6街洞，统称为钟路洞。钟路区即以钟路命名。

## 历史
朝鲜王朝时期又称雲從街，为都城汉阳的干道，亦是繁忙的商业街。“六矣廛”御商在此聚集营业，售卖绸缎、粗布、纸张、鱼类等六类商品。由于靠近王宫，钟路常有两班贵族经过，百姓需跪地行礼，为了便利通行，又在钟路边开辟狭窄的“避马洞”，两侧设有许多饭馆酒肆。
日治时代沿用钟路之名，一直是京城府朝鲜人居住区的主干道，而日本人则聚集在本町（今忠武路）一带。日本当局在钟路开辟电车道，开通京城市電。 1931年，商人朴興植在钟路创立和信百货店，为首家由朝鲜人开设的百货商店。现代汽车的前身是钟路的一家汽修店。
韩国独立后，在钟路地下建设地铁1号线，1974年完工，取代电车。1987年，三星集团会长李健熙在和信百货店旧址建造钟路塔，受1997年亚洲金融风暴影响，至1999年完工，成为汉城当时的地标之一。如今这里仍是繁忙的商业街，有教保文庫、永丰文库等大型书店在此营业。

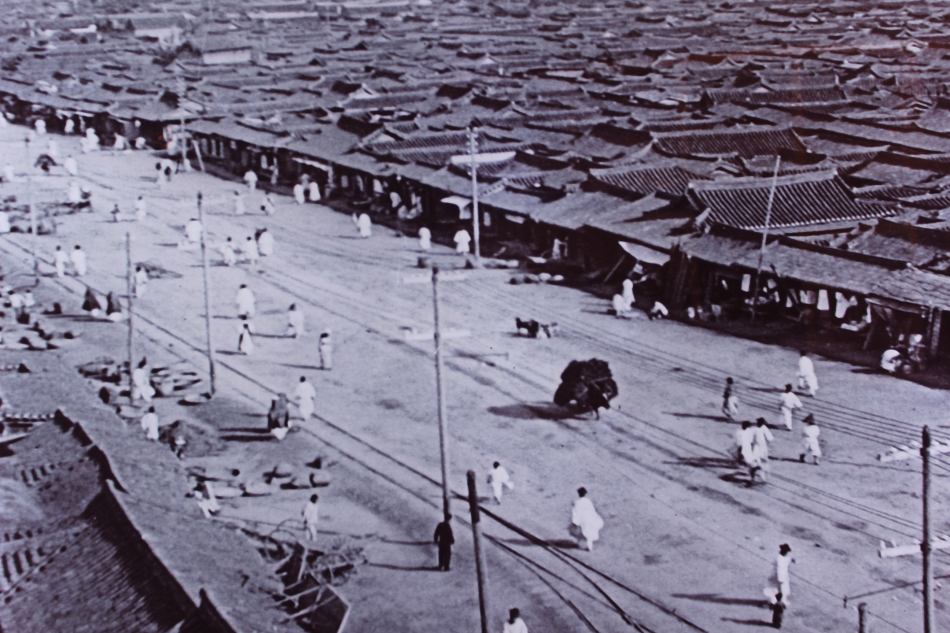
1902年的钟路
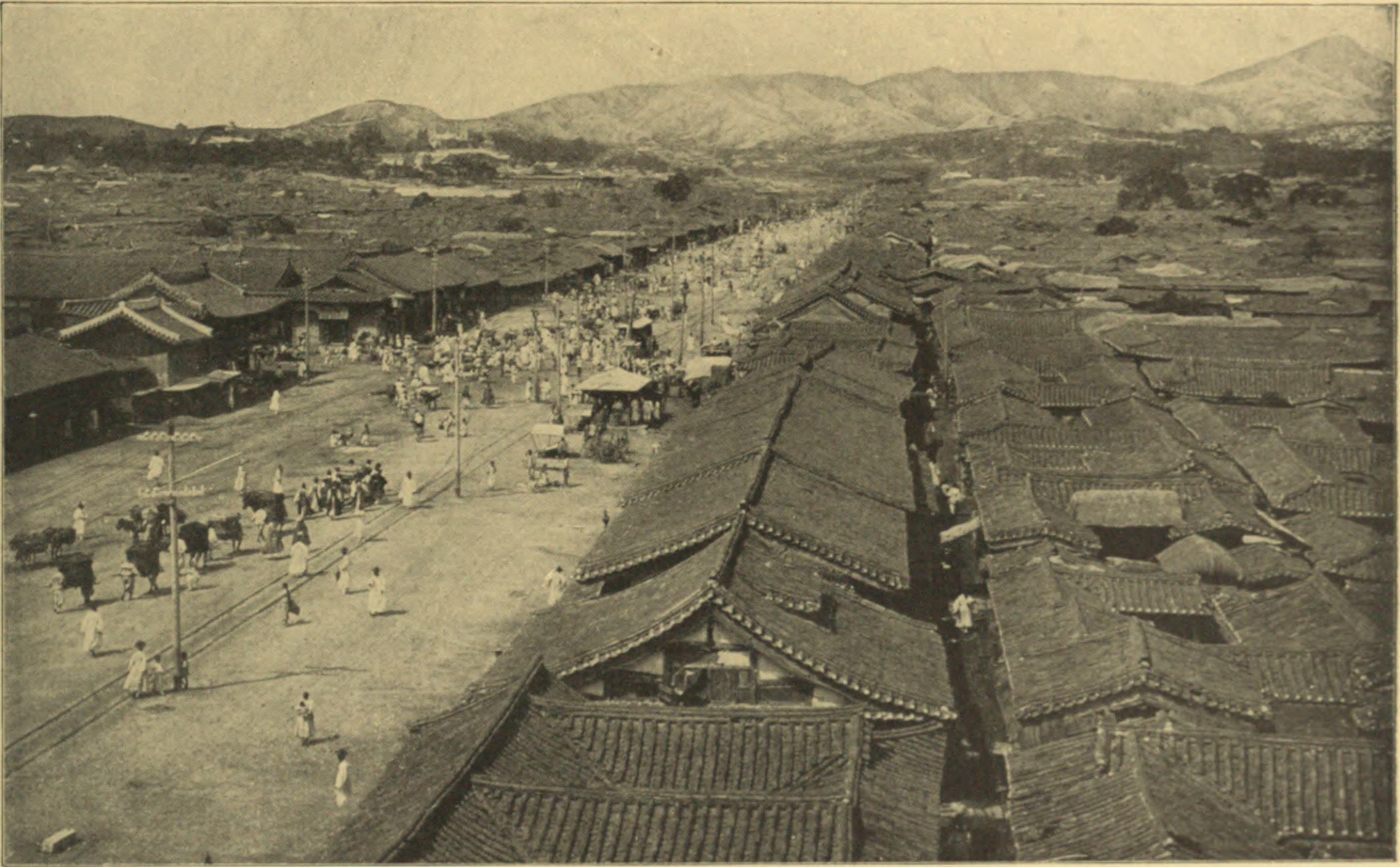
1908年的钟路
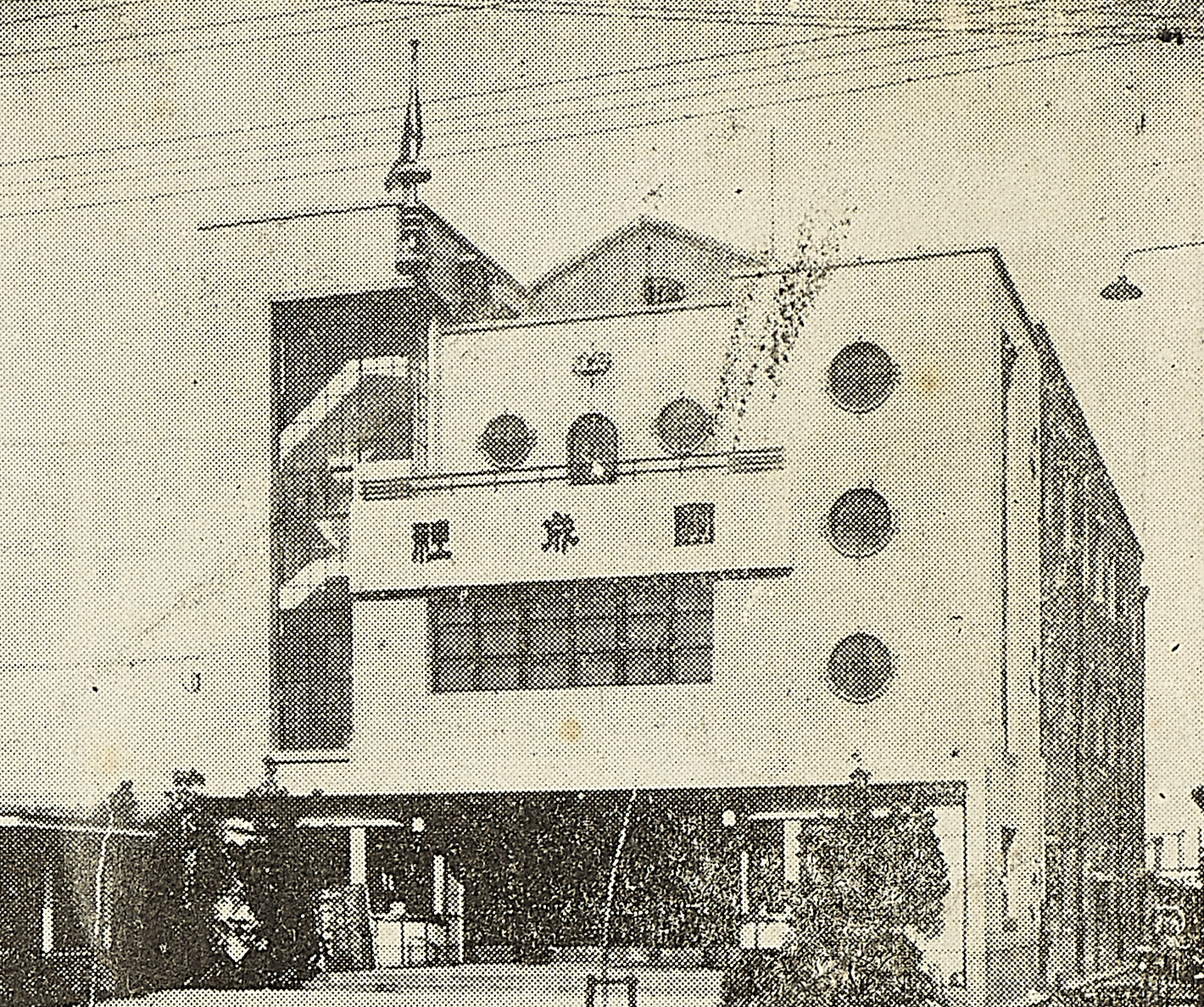
1907年，朝鲜首家电影院團成社（英语：Dansungsa）在钟路3街落成
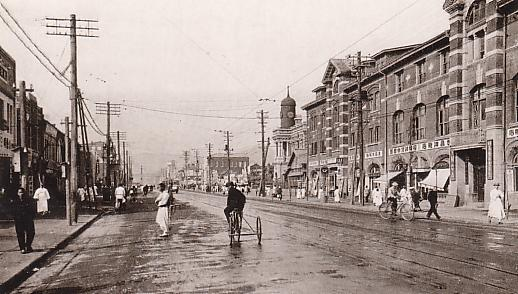
日治时代的钟路

## 外部連結
- 鐘路相關影片 （页面存档备份，存于）